# Ejército Republicano Ario
El Ejército Republicano Ario (Aryan Republican Resistance, ARA, por sus siglas en inglés), también apodado "Los bandidos del Medio Oeste" (The Midwest Bank bandits en inglés) por el FBI y las fuerzas del orden, era una banda supremacista que robó una serie de 22 bancos en el Medio Oeste estadounidense de 1994 a 1996 encabezada por Donna Langan. Se alega que la pandilla, que tenía vínculos con el neonazismo y el supremacismo blanco, conspirando con el terrorista Timothy McVeigh en los meses previos al ataque terrorista ocurrido en la ciudad de Oklahoma . Aunque nunca se reconoció legalmente, muchos teóricos creen que el ARA canalizó dinero para ayudar a financiar el atentado como respuesta directa a los asedios de Waco y Ruby Ridge .
Inspirada por Mark Thomas para robar bancos con el fin de apoyar el movimiento de supremacía blanca, la ARA fue creada en 1992 por Langan y su mejor amigo de la escuela, Richard Lee Guthrie, se consideraba a sí misma una organización sin líderes. Aunque el grupo era principalmente un grupo criminal, su propia agenda terrorista. Después de filmar y producir videos propagandísticos, el grupo creció y reclutó a otros ladrones de bancos: Michael Brescia, Shawn Kenny, Kevin McCarthy y Scott Stedeford. Con el dinero del atraco al banco, la pandilla comenzó a almacenar armas y municiones que se cree ayudarían a iniciar una guerra racial. En un banco tras otro, los bandidos se convirtió en sinónimo de dejar sus firmas granadas señuelo y bombas caseras como tarjetas de presentación, una estrategia implementada para ayudar a la pandilla a escapar y retrasar la persecución del FBI. Los bandidos utilizaron un cronograma estricto que indicaba los intervalos transcurridos y se aseguraba de que entraban y salían de los atracos en 90 segundos. Esta organización, así como el uso de máscaras presidenciales, fueron características que uso Kathryn Bigelow para la película Point Break . Además de usar máscaras de Nixon, Reagan y Clinton, el ARA también usó chaquetas y sombreros estampados con "FBI", "ATF" u otras siglas de las fuerzas del orden.
El FBI desconocía la existencia del ARA hasta que uno de sus miembros fue detenido. A principios de 1996, el grupo comenzó a desmoronarse cuando miembros del Ejército Republicano Ario fueron arrestados después de que dos exmiembros se convirtieron en informantes, como parte de un acuerdo con la fiscalía. Guthrie fue arrestado en Cincinnati el 15 de enero de 1996, concluyendo una persecución de 2 horas por parte de agentes de la oficina. Poco después, Guthrie renunció a su contraparte Langan. Tres días después,  el FBI arrestó a Langan después de un tiroteo con las autoridades, en una casa de seguridad en Columbus, Ohio .

## Actividades
Los miembros del Ejército Republicano Ario (ERA) fueron responsables de una serie de 22 robos a bancos en el medio oeste estadounidense. Según los informes, se dirigieron a los bancos en el medio oeste debido a la creencia de que las medidas de seguridad eran más laxas ahí. El grupo a menudo dejaba artefactos explosivos falsos en los bancos que robaban para distraer a los agentes de la ley que podrían estar persiguiéndolos. Los miembros conocidos de ERA incluyen a Michael William Brescia, Mark William Thomas, Shawn Kenny, Richard Lee Guthrie Jr., Donna Langan, Kevin McCarthy y Scott Stedeford. Después de su arresto, Guthrie, Langan, McCarthy y Thomas se convirtieron en testigos de cargo. Según los informes, Richard Lee Guthrie se ahorcó mientras estaba bajo custodia, un día antes de dar una entrevista televisiva sobre un presunto encubrimiento relacionado con la muerte de Kenneth Michael Trentadue, también encontrado ahorcado mientras estaba bajo custodia. De lo contrario, todos los miembros recibieron sentencias de prisión de diversa duración, por una variedad de cargos estatales y/o federales.

## Conexiones con el atentado de Oklahoma
Con los años, varias pistas han apuntado que los miembros del ERA apoyaron al financiamiento del atentado con uncamión bomba en la ciudad de Oklahoma en 1995 que mató a 168 personas e hirió a cientos más.
Brescia y Guthrie residieron durante un tiempo en Ciudad Elohim, Oklahoma, una comunidad privada formada por seguidores del difunto pastor de identidad cristiana, Robert G. Millar, y otras personas asociadas con puntos más nacionalistas, racistas y extremista. Se sabía que otros miembros del ERA también frecuentaban la Ciudad Elohim. El director de seguridad de Elohim City, Andreas Strassmeir, era un asociado conocido de Timothy McVeigh (lo conoció en una feria de armas de Tulsa), y los investigadores federales determinaron que McVeigh había hecho una llamada telefónica a Elohim City el 5 de abril de 1995, solo dos semanas antes de la Atentado con bomba en Oklahoma City (aunque nadie en Elohim City afirma haber hablado con él).
Además, cinco mujeres de un club nocturno en Tulsa identificaron a Brescia como el hombre que estaba pagando las bebidas a Timothy McVeigh el 8 de abril de 1995, solo tres días después de la sospechosa llamada telefónica de McVeigh. Dos mujeres más en Kansas mencionaron que McVeigh y Brescia eran socios frecuentes, mientras que Guthrie tenía un parecido físico distintivo con "John Doe Number Two" . La hermana de McVeigh, Jennifer, también afirmó que él había sido uno de los participantes en varios robos bancarios no clamados por el grupo
David Paul Hammer, un asesino encarcelado con McVeigh en la Penitenciaría de Terre Haute, ha alegado que McVeigh le ha contado detalles del atentado de Oklahoma City, que contradice el relato dicho a la corte. Según Hammer, McVeigh afirmó haber estado trabajando como agente encubierto para el Departamento de Defensa de EE. UU., habiéndose infiltrado en ERA y participando en varios de los robos a bancos del grupo. Se alega además que McVeigh indicó que Strassmeir y varios otros en Elohim City eran agentes federales involucrados en la vigilancia de extremistas en la escena de la extrema derecha estadounidense.

## Donna Langan
Langan nació en 1958 en Saipán, Islas del Pacífico Sur. Creció en Vietnam, donde su padre sirvió en el ejército y en la CIA, antes de mudarse a los Estados Unidos cuando Langan tenía 6 años. En 1974, a los 16 años, Langan fue sentenciado a hasta 20 años por robar $78 dólares a un hombre y huir de la policía. Langan se mudó a Ohio, en 1988, donde se convirtió al mormonismo y se convirtió en ministra ordenada en lo que las autoridades describieron como una iglesia afiliada al Ku Klux Klan . A principios de los años 90´s, Langan y su amigo de la infancia, Richard Guthrie, formaron el Ejército de la República Aria, un grupo de supremacistas blancos con motivos para derrocar al gobierno de los Estados Unidos. El grupo recurrió a robar bancos para financiar su movimiento. El 18 de enero de 1996, el FBI arrestó a Langan. Desde entonces ha renunciado públicamente a sus puntos de vista políticos y racistas. Langan, una mujer transgénero, cumplió 18 años en una prisión para hombres antes de ser transferida a una penitenciaría para mujeres luego de una pelea legal en 2014 durante la administración de Obama. En 2017, Donna y otras 435 reclusas transgénero de prisiones femeninas lideraron un grupo de activismo LGBT en un esfuerzo por desafiar las posiciones de la administración Trump con respecto a las reclusas transgénero.

## Otros miembros y asociados

### Richard Lee Guthrie Jr.
Apodado "Wild Bill", Richard Lee Guthrie Jr. creció a pocas cuadras de Langan en Wheaton, Maryland, aunque no se hicieron cercanos hasta años después. Después de ser expulsado de la Armada en 1983 por pintar una esvástica en el costado de un barco y amenazar a sus superiores, Guthrie asistió a reuniones de las Naciones Arias y viajó por el país distribuyendo propaganda de Identidad Cristiana.
Guthrie se declaró culpable en 1996 de tres robos a bancos en Ohio y de 16 más en siete estados, así como de cargos por armas y fraude con tarjetas de crédito. Tras un acuerdo de culpabilidad, debía proporcionar a las autoridades información sobre organizaciones terroristas similares al Ejército Republicano Ario. El 12 de julio de ese mismo año, los funcionarios de la prisión encontraron a Guthrie ahorcado en su celda, un aparente suicidio.

### Michael William Brescia
Residente de Ciudad Elohim, y ex estudiante de Universidad de la Salle de Pensilvania en Filadelfia, Michael William Brescia fue reclutado por el ARA, por Mark W. Thomas Líder estatal de Naciones Arias en Pensilvania. Brescia fue nombrado  was named en una demanda interpuesta por los abuelos de una víctima del Atentado de Oklahoma City visto con McVeigh en los días anteriores al atentado. A female friend of McVeigh also identified Brescia and as friend of McVeigh's known only as "Mike".

### Shaw Kenny
En 1991, el graduado de Oak Hills High School y antiguo miembro de las Naciones Arias de Cincinnati, Shawn Kenny ya tenía antecedentes racistas antes de hacerse amigo de Langan en un seminario de derecho. Kenny ha dicho el mismo que había discutido el reclutamiento de ladrones con Thomas en 1994.

### Scott Anthony Stedeford
Nacido en una familia de clase media en Pensilvania,Stedeford conoció la Doctrina de la Identidad Cristiana y luego se unió al movimiento revolucionario.. Durante este tiempo, también fue miembro fundador y líder de la banda RAC, Day of the Sword. Guthrie dice haber conocido a Stedeford a través del líder derechista del condado de Berks, Mark Thomas. Después de su entrada a la cárcel, Scott abandono sus creencias racistas.

### Mark William Thomas
Exmiembro de Naciones Arias y el Ku Klux Klan, Thomas fue ordenado Ministro de Identidad durante una estancia en la sede de Aryan Nations en Idaho en 1990. Después de ser acusado en enero de 1997, Thomas dijo a los reporteros que al menos un pandillero estuvo involucrado en el atentado de Oklahoma, según un fragmento de periódico en los archivos del FBI..

### Kevin McCarthy
Nativo de Pensilvania, Kevin "Blondie" McCarthy pasó su adolescencia experimentando con drogas antes de finalmente convertirse en residente del complejo Ciudad de Elohim en el otoño de 1994. McCarthy también era el bajista del grupo de Scott Anthony Stedeford,Day of the Sword.

### Chevie Kehoe
Un compañero supremacista blanco y residente del recinto de la ciudad de Elohim, Chevie Kehoe fue contratado por el Ejército Republicano Ario para asesinar a la familia Mueller. La familia Mueller fueron residentes breves de la ciudad de Elohim que habían estado al tanto de la información relacionada con la supuesta conexión del Ejército Republicano Ario con el atentado de la ciudad de Oklahoma. Antes de asesinar a la familia Mueller (con su cómplice Daniel Lewis Lee), Chevie había vendido armas a la ARA.

### Dennis Mahon
Si bien no se ha revelado su conexión exacta con el grupo, se sabe que el supremacista blanco Dennis Mahon fue amigo cercano de miembros del Ejército Republicano Ario durante su estadía en Elohim City. Se tomaron varios videos que muestran a Dennis Mahon participando en entrenamiento paramilitar junto a Andreas Strassmeir y Carol Howe, así como algunas otras personas que no han sido identificadas. Los militantes no identificados en las imágenes pueden ser algunos miembros del Ejército Republicano Ario, ya que vivían en la ciudad de Elohim al mismo tiempo que se grabó el video. Además de esto, las personas anónimas se ven usando pasamontañas en algunos videos, mientras que en otros, o bien lucen pintura de camuflaje en la cara o simplemente están demasiado lejos de la cámara para que se vean en detalle.

## Sentencias
| Nombre                  | Ciudad Natal                      | Sentencia                                                    |
| Donna Langan            | Columbus, Ohio                    | Cadena perpetua más 35 años                                  |
| Richard Lee Guthrie     | Columbus, Ohio                    | Encontrado muerto en su celda después de declararse culpable |
| Scott Anthony Stedeford | Ardmore, Pensilvania              | 29,5 años                                                    |
| Mark William Thomas     | Condado de Berks, Pensilvania     | 8 años                                                       |
| Kevin William McCarthy  | Bustleton,Filadelfia, Pensilvania | 5 años                                                       |
| Michael William Brescia | Filadelfia, Pensilvania           | 57 meses                                                     |

## En la cultura popular
En el año 2010, el Ejército Republicano Ario fue el protegonista principal de la serie televisiva "Gangland"